# Весієнські яри
Весієнські ущелини (рум. Râpele de la Văsieni) — геологічна або палеонтологічна пам'ятка природи в Яловенському районі Молдови. Розташовані на правому березі долини річки Ботна, на захід від лікарні у селі Весієнь. Займають площу 3 га, або 4.1 га за новішими оцінками. Об'єктом керує примарія села Весієнь.

## Опис
Заповідна зона представлена двома ярами: «Яр Нані» та «Ла Ґідрімешть», який потім переходить у «Яр Бардан».

У східному яру, найглибшому, виявлені солонуваті відкладення з фауною мактр (Mactra hersonica, M. bulgarica) та скелетними залишками гіппаріона. У другому яру знаходяться дельтові відкладення зі скелетними залишками Machairodus sp. та Gazella sp., фрагменти великих кісток хоботних та кілька фрагментів невизначених скам'янілих кісток.

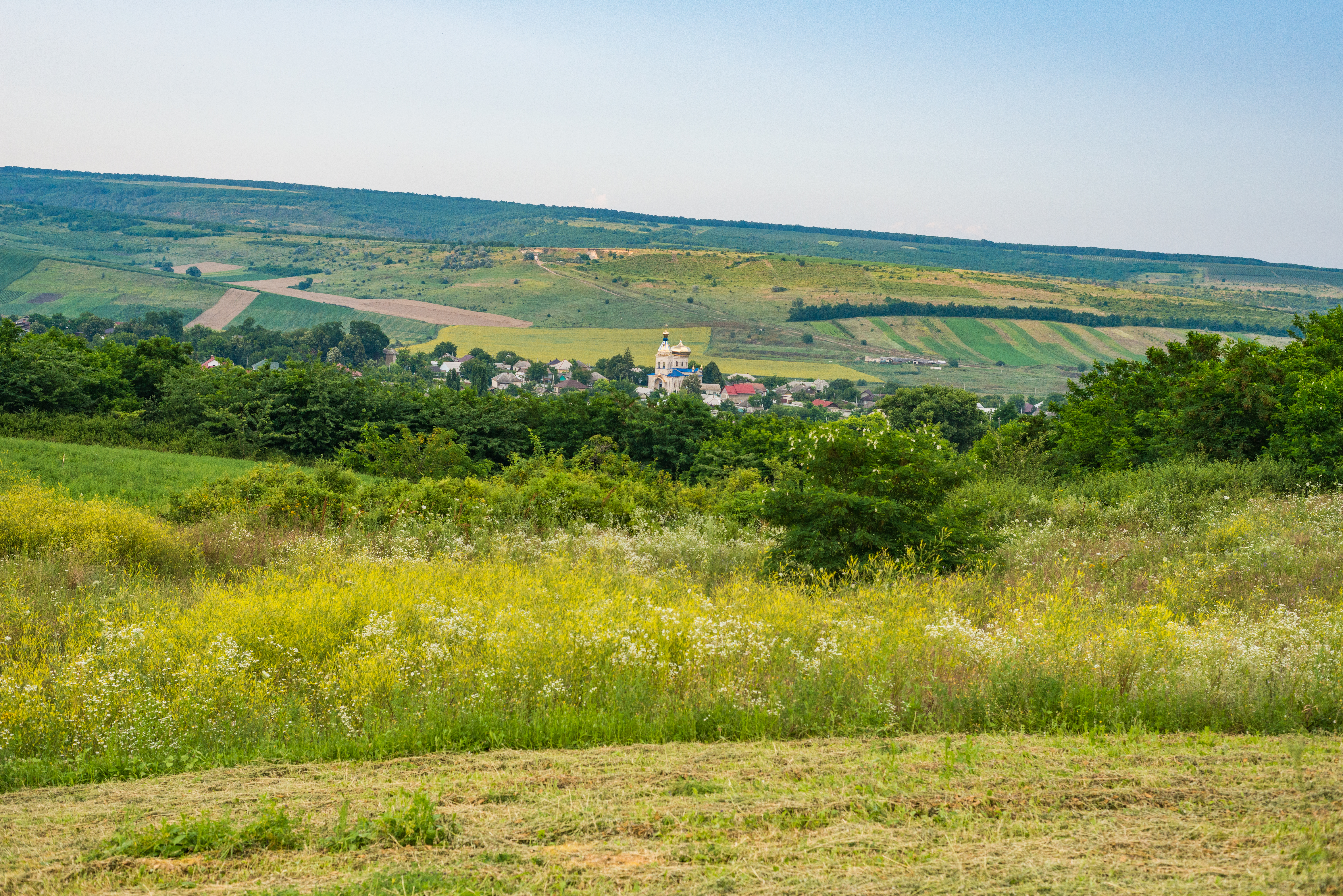
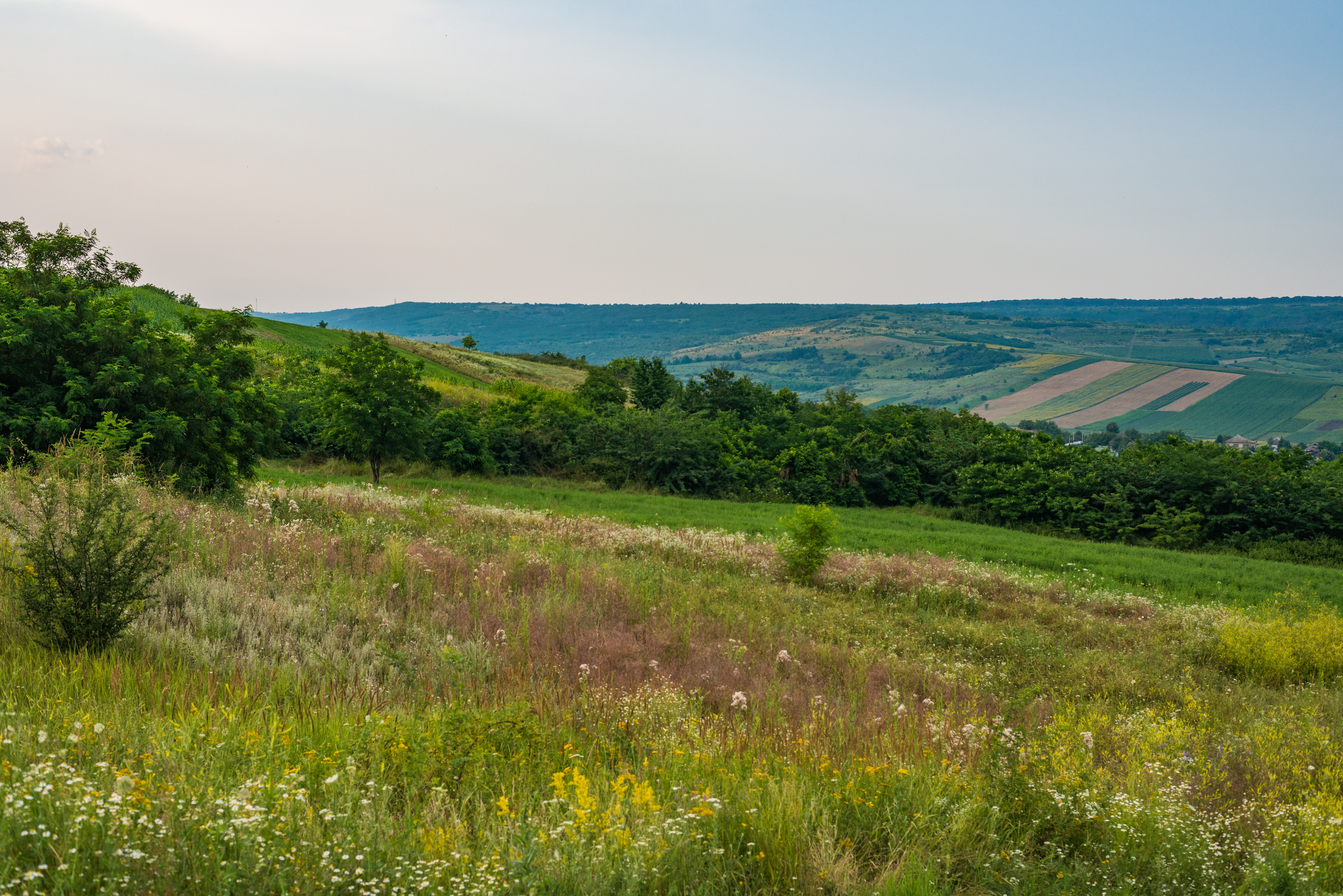
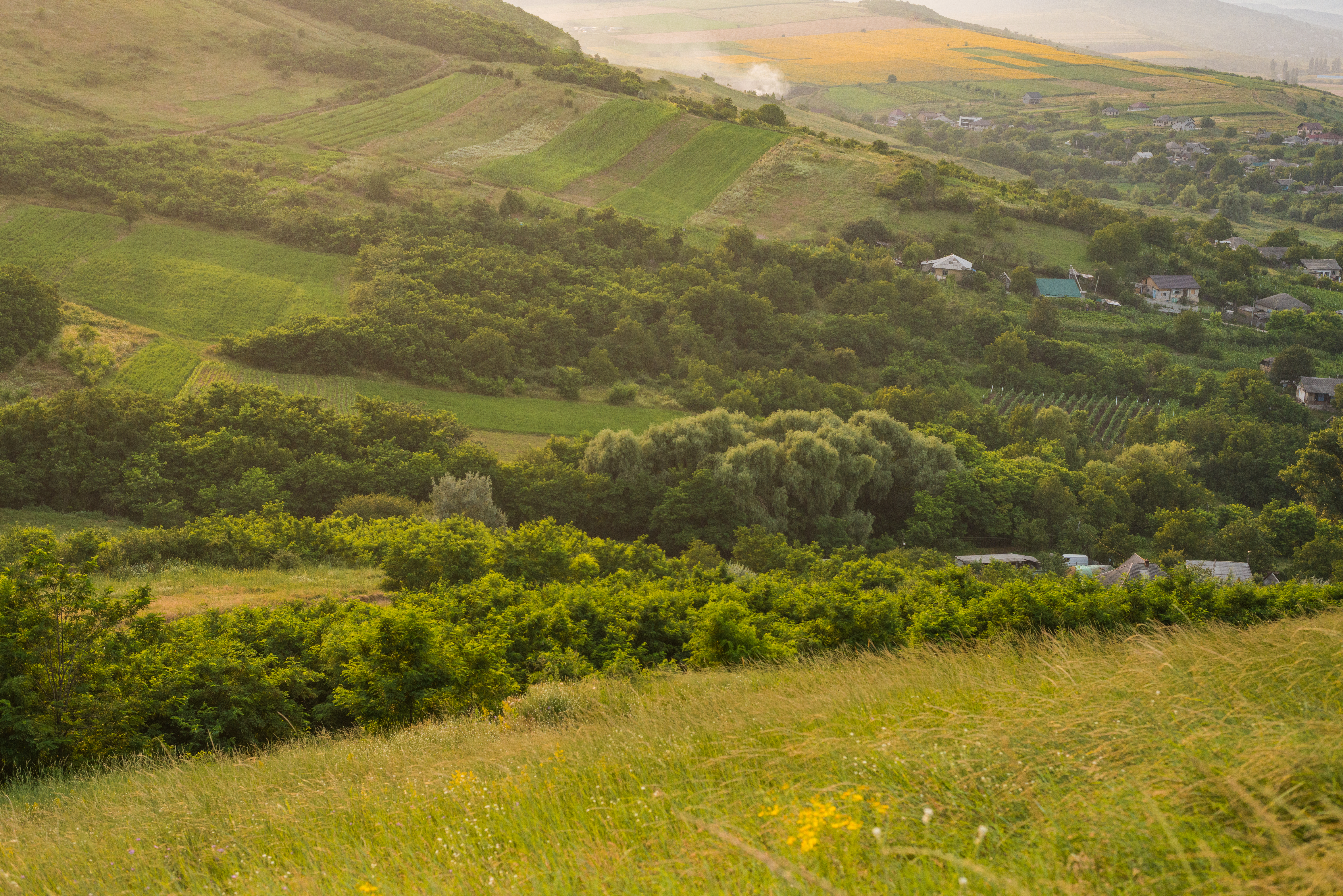
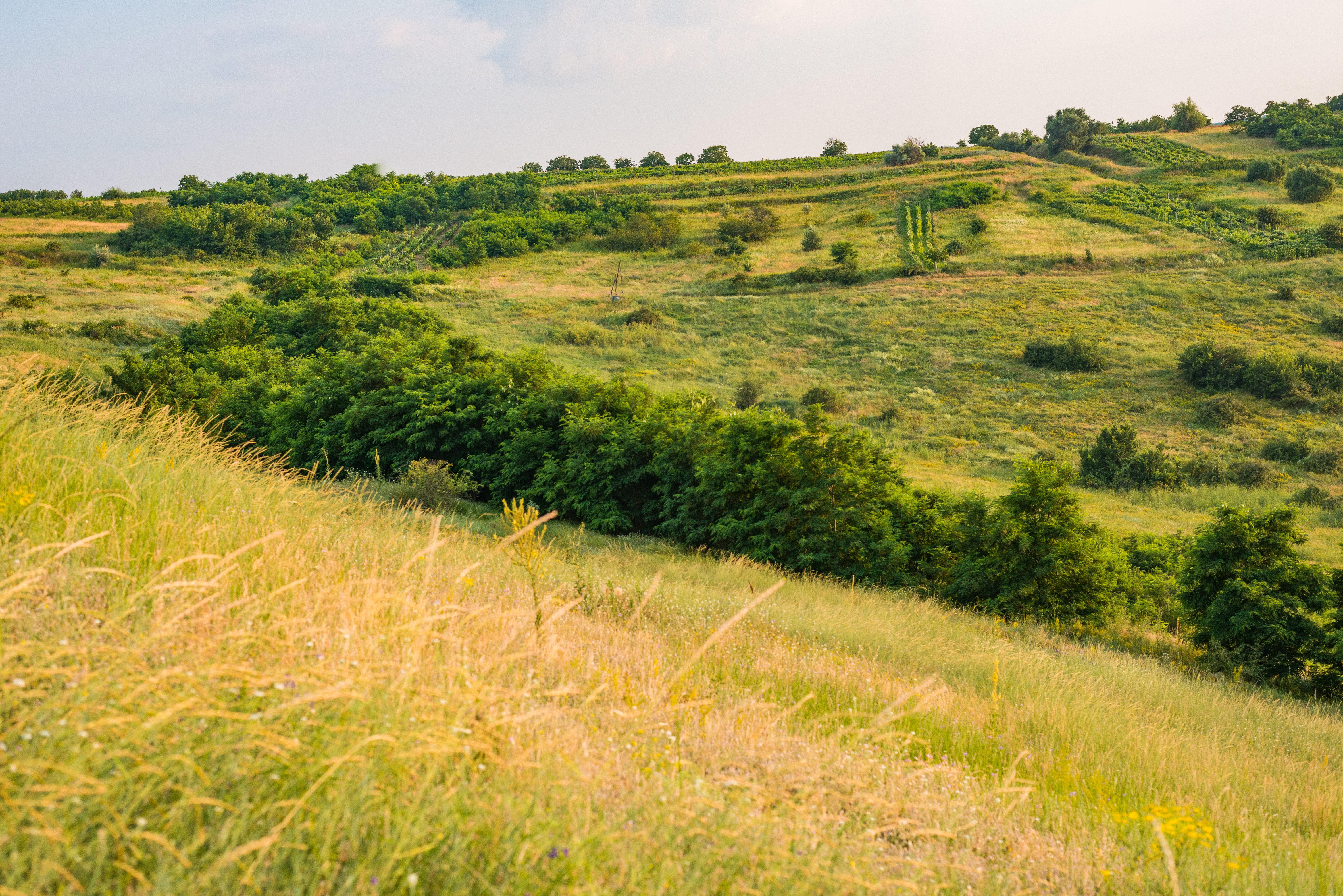

## Статус охорони
Об'єкт взятий під державну охорону Постановою Ради Міністрів Молдавської РСР від 13 березня 1962 року № 111, а статус охорони підтверджено Постановою Ради Міністрів Молдавської РСР від 8 січня 1975 року № 5 та Законом від 25 лютого 1998 року № 1538 щодо фонду природних територій, що охороняються державою. На момент публікації Закону 1998 року землевласником пам'ятки природи було сільськогосподарське підприємство «Весіень», але тим часом воно перейшло на баланс примарії села Весієнь.
Ця заповідна територія є пам'яткою еволюції фауни у верхньому міоцені на території сучасної Молдови. Станом на 2016 рік, природна зона не має інформаційної панелі. На цей район впливає поява сміттєзвалищ.